# Molannodes comans
Molannodes comans är en nattsländeart som först beskrevs av Wiggins 1968.  Molannodes comans ingår i släktet Molannodes och familjen skivrörsnattsländor. Inga underarter finns listade i Catalogue of Life.